# Mer de Glace
A Mer de Glace gleccser az Alpokban, Franciaországban, Rhône-Alpes régióban, Haute-Savoie megyében. A Mont Blanc legnagyobb gleccsere. 

## Neve
Francia nevének jelentése „jégtenger”. A gleccser a közkeltű nevét Windham leírása után kapta, aki a következőket jegyezte le: „E látványt szerintem leginkább az a jellemzés közelíti meg, amit az utazók Grönland tengeréről adnak.”

## Leírás
Jelenleg 14 km hosszú, rövidebb, mint a kis jégkorszak hűvösebb periódusaiban, az 1820-as években volt. Legnagyobb hosszúságát feltehetően a 17. század közepén érte el. A jég visszavonulását világosan mutatják az elhagyatott hegyi  kunyhók, amelyek a meredek lejtőkön állnak. A ma csak létrán elérhető kunyhókat egykor könnyebben meg lehetett közelíteni a jég felszínéről. 

## Túratörténet
Európában a hegyi túrázás divatjának kezdetét sokan e gleccserhez kötik. Az 1740-es években Genfben élt ugyanis William Windham angol fiatalember, aki a norfolki Felbriggből származott. 1741-ben Windham és Richard Pococke angol diáktársaival és tanárai társaságában a franciaországi Chamonix völgyéből négy és fél órás kapaszkodás után tette lábát a gleccserre Montenvers-ben ott, ahol ma a Hotel Montenvers áll. Windham és társainak beszámolói keltették fel a kalandvágyók kíváncsiságát a hegymászás iránt, ami akkoriban meglehetősen kockázatos vállalkozásnak számított.